# Iwano-Frankiwsk
Iwano-Frankiwsk (ukr. Івано-Франківськ, Iwano-Frankiwśk), Stanisławów – miasto w zachodniej części Ukrainy, na przedgórzu Karpat, stolica obwodu iwanofrankiwskiego i siedziba rejonu iwanofrankiwskiego. 1 stycznia 2022 roku liczyło 238 196 mieszkańców, dla porównania spis powszechny w 2024 zanotował ich 227 827.
Zostało założone w 1662 na miejscu wsi Zabłotowo, na terenie włączonym w XIV wieku do Królestwa Polskiego. Miasto było licznie zamieszkiwane przez Ormian, a od XVII wieku przez Żydów. Już w końcu XVII wieku stanowiło znaczący ośrodek rzemiosła i handlu. W 1772 znalazło się w zaborze austriackim, a w 1801 zostało odkupione od Potockich przez rząd austriacki. Od maja 1919 w granicach Polski, stolica województwa stanisławowskiego. Po agresji ZSRR na Polskę od końca września 1939 do czerwca 1941 miasto znajdowało się pod okupacją sowiecką, NKWD przeprowadziło wówczas deportacje ludności polskiej w głąb ZSRR. W latach 1941–1944 było okupowane przez Niemców, którzy w lipcu i październiku 1941 dokonali masowych egzekucji miejscowych Żydów. Od grudnia 1941 do lutego 1943 w mieście istniało getto, którego więźniów wywieziono do ośrodka zagłady w Bełżcu. W latach 1945–1991 w Ukraińskiej SRR, a następnie w niepodległej Ukrainie.
Iwano-Frankiwsk jest ośrodkiem przemysłu maszynowego, metalowego, chemicznego, środków transportu, cementowego, skórzano-obuwniczego, meblarskiego, włókienniczego i spożywczego. W mieście znajduje się port lotniczy, trzy szkoły wyższe, ponadto muzea i liczne zabytki (m.in. pałac Potockich, ratusz z kramami, katedra greckokatolicka (dawny kościół Jezuitów), dawny kościół ormiański, synagoga).

## Nazwy miasta
Od chwili założenia do I rozbioru miasto nosiło nazwę Stanisławów. W 1772 zmieniono na niemiecki Stanislau, kiedy zostało częścią Monarchii Habsburgów (od 1804 – Cesarstwa Austrii, od 1867 – Austro-Węgier). Następnie po Wiośnie Ludów, miasto nosiło trzy warianty nazewnicze w językach: niemieckim (Stanislau), polskim (Stanisławów) i ukraińskim (Станіславів [Stanisławiw]). Ponadto ludność żydowska używała w jidysz wariantu סטאַניסלאוו [Stanislaw]. Kiedy miasto znajdowało się pod administracją Zachodnioukraińskiej Republiki Ludowej od 1 listopada 1918 do maja 1919 funkcjonowała oficjalna ukraińska nazwa Станіславів [Stanisławiw]. W maju 1919 wprowadzono polską nazwę urzędową Stanisławów. W 1939 radzieckie władze okupacyjne, wcielając miasto do Ukraińskiej SRR, przemianowały je na Станіслав [Stanisław] (nazwę tę przywrócono w 1944 z równoległym rosyjskim wariantem Станислав [Stanisław]), zaś w 1941 władze hitlerowskie przywróciły tradycyjną niemiecką nazwę Stanislau. 9 listopada 1962, kiedy miasto obchodziło 300-lecie istnienia, zmieniono nazwę Станіслав [Stanisław] na Івано-Франківськ [Iwano-Frankiwśk] (z równoległym wariantem ros. Ивано-Франковск [Iwano-Frankowsk]), na cześć ukraińskiego pisarza Iwana Franki. Stara nazwa Stanisławów nadal jest używana przez starszych mieszkańców (również ukraińskich jako Станіслав), a także w polskich środowiskach kresowych. W 2010 Komisja Standaryzacji Nazw Geograficznych poza Granicami Rzeczypospolitej Polskiej zmieniła egzonim Iwano-Frankowsk na Iwano-Frankiwsk i jednocześnie obwód iwanofrankowski na obwód iwanofrankiwski, zaś polską nazwę Stanisławów uchwaliła jako wariantową.
Obie nazwy miasta (historyczna i obecna) są pamiątkowe. Nazwę Stanisławów (ukr. Станіслав, Станіславів) nadał miastu jego założyciel Andrzej Potocki na cześć swego najstarszego syna Stanisława, o czym mowa w przywileju nadającym prawa miejskie. Nazwa Iwano-Frankiwsk (ukr. Івано-Франківськ) upamiętnia natomiast ukraińskiego pisarza Iwana Frankę.

## Historia

### I Rzeczpospolita
Stanisławów został założony przez Andrzeja Potockiego, kasztelana krakowskiego i hetmana polnego koronnego, jako punkt obronny o znaczeniu krajowym. Pod względem urbanistycznym układ miejscowości został ukształtowany w typie miasta-fortecy, które założył Andrzej Potocki przywilejem nadania praw miejskich z 7 maja 1662 w pobliżu wsi Zabłotowo w widłach rzeki Bystrzycy (Nadwórniańskiej i Sołotwińskiej). Lokację na prawie magdeburskim zatwierdził król Jan Kazimierz 14 sierpnia 1663 we Lwowie. Pierwotnie pomyślany jako twierdza do obrony południowej Rzeczypospolitej przed najazdami Tatarów. Potoccy ze Stanisławowa uczynili jedną z siedzib swojego rodu i nadali miastu herb ozdobiony rodowym herbem Potockich Pilawa.
Już w 1662 Andrzej Potocki ufundował budowę świątyni rzymskokatolickiej pod wezwaniem Najświętszej Marii Panny, św. Andrzeja i św. Stanisława, zastępując tym samym dotychczasowy kościół drewniany. W 1669 świątynia została podniesiona do godności kolegiaty. W kolejnych latach dzięki życzliwości Potockiego swoich świątyń doczekali się również katoliccy Ormianie (budowa w latach 1663–1664), Żydzi (budowa bożnicy), oraz prawosławni (budowa w 1667). W 1669 Potocki założył w mieście szkołę tzw. Kolonię Akademicką po auspicjami Akademii Krakowskiej. Od 1672, czyli od upadku Kamieńca Podolskiego, forteca stanisławowska wraz z pobliskim Haliczem przejęła na siebie ciężar obrony południowo-wschodnich granic Rzeczypospolitej. Turcy już w 1676 oblegali mury Stanisławowa, który obronił się, ale kosztem ogromnych zniszczeń, stąd decyzja sejmu warszawskiego z 1677 o zwolnieniu go z podatków. W latach 1679–1682 pod kierunkiem Karola Bonowego odnowiono i umocniono fortyfikacje. W 1695 syn „Rewery” Józef Potocki ufundował nowy ratusz na planie krzyża w miejsce starego wzniesionego przez ojca w 1666. W latach 1715–1729 wzniesiono z fundacji Potockich kościół i klasztor dla jezuitów.
W 1767 w Stanisławowie powstał browar w nowo wybudowanym ogromnym barokowym gmachu w którym do dnia dzisiejszego warzy się piwo.
Stanisławów na sejmikach halickich bywał nazywany głową całego Pokucia. Rozbudowany w epoce baroku, nazywany był czasami „małym Lwowem”. Stanowił również ważny ośrodek kultury ormiańskiej w Polsce. W tamtejszym kościele ormiańskim znajdował się do 1946 cudowny obraz Matki Boskiej Łaskawej (po wojnie przewieziony do kościoła św. Piotra i Pawła w Gdańsku).

### Zabór austriacki
Po pierwszym rozbiorze Polski (1772) miasto zostało wcielone do monarchii Habsburgów, pozostawało pod zaborem austriackim na terytorium Królestwa Galicji i Lodomerii do upadku Austro-Węgier (1918). Austriacy zburzyli fortyfikacje miasta (w 1820, fragmenty przetrwały do dnia dzisiejszego), zrujnowali zamek, a pałac zamienili na szpital.
W 1782 w mieście powstał Cmentarz Sapieżyński. Był on najstarszym polskim cmentarzem na Kresach Wschodnich. W okresie Ukraińskiej SRR został niemal doszczętnie wyburzony (zachowało się zaledwie 9 nagrobków) na początku lat 80. XX wieku.
W 1783 w Stanisławowie przebywał król Niemiec, Józef II Habsburg, podejmowała go Katarzyna Kossakowska z Potockich.

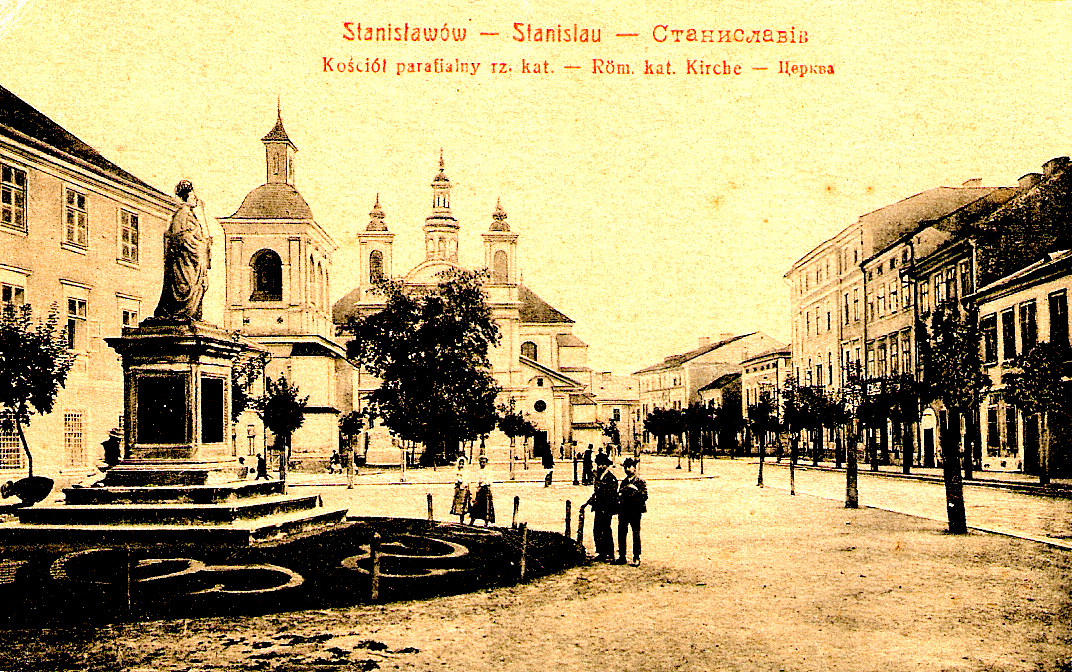
Kolegiata w Stanisławowie przy ówczesnym pl. Franciszka z pomnikiem cesarza Franciszka I (ok. 1900)

W 1801 miasto przeszło na własność skarbu austriackiego, tracąc status prywatnego miasta-rezydencji rodu Potockich. W tym czasie przeżywało okres regresu, stopniowo stając się ośrodkiem coraz bardziej zubożałym i wyludnionym, a w zabudowie śródmiejskiej przeważały budynki drewniane (132 na 169 obiektów). Punkt wyjścia do rozwoju urbanistycznego miasta stanowiła likwidacja funkcji twierdzy i rozbiórka fortyfikacji przeprowadzona w latach 1812–1820.
W 1868 w wyniku pożaru zniszczeniu uległa cała historyczna zabudowa miasta, lecz wkrótce miasto odbudowano. Innym impulsem dla rozwoju stało się włączenie miasta do sieci kolejowej, kiedy w 1866 uruchomione zostało połączenie z Czerniowcami. Wkrótce Stanisławów uchodził za największą stację kolejową Galicji. W 1886 wybudowano dworzec kolejowy i w 1893 wielki gmach dyrekcji kolejowej. W 1880 w mieście było 18626 mieszkańców – 9734 Polaków, 6998 Żydów i Niemców, 1643 Rusinów i 42 Czechów. W 1900 liczba mieszkańców wzrosła do 30 tys. W dniu 31 lipca 1905 cesarz zezwolił na utworzenie państwowego gimnazjum z ruskim językiem wykładowym z początkiem roku szkolnego 1905/6, które mieściło się z początku w kamienicy p. Horowica przy ulicy Sobieskiego.

### Zachodnioukraińska Republika Ludowa
Od 1 listopada 1918 do maja 1919 miasto Станіславів [Stanisławiw] znajdowało się pod administracją Zachodnioukraińskiej Republiki Ludowej, będąc siedzibą władz centralnych republiki.

### II Rzeczpospolita

Dawny herb

Od 25 maja 1919 miasto znajdowało się pod tymczasową administracją Polski, zatwierdzoną przez paryską konferencję pokojową 25 czerwca 1919. Suwerenność Polski na terytorium Galicji Wschodniej Rada Ambasadorów uznała 15 marca 1923. W pierwszej kolejności należało usunąć zniszczenia z okresu I wojny światowej, podczas której destrukcji uległa prawie połowa budynków mieszkalnych (ok. 1000). W okresie II Rzeczypospolitej Stanisławów był trzecim co do wielkości miastem Galicji. Dzięki temu, że miasto stało się stolicą województwa umieszczono w nim wiele urzędów administracyjnych stopnia wojewódzkiego, ponadto organów administracji powiatowej dla powiatu stanisławowskiego, Sądu Okręgowego, Dyrekcji Urzędu Skarbowego, Wojewódzkiego Biura Urzędu Pracy, Okręgowego Urzędu Górniczego, Cłowego, Ziemskiego itd. Od 15 marca 1923 do 16 sierpnia 1945 (de iure) w granicach Polski (stolica województwa stanisławowskiego i siedziba powiatu). Rozwój miasta nabrał szczególnego rozmachu po 1925 za prezydentury Wacława Chowańca. Zbudowano wtedy kilka nowych obiektów szkolnych, powstała elektrownia miejska, koszary straży pożarnej oraz szereg nowych obiektów na potrzeby instytucji publicznych oraz organizacji społecznych. Ponadto zapoczątkowano budowę jezdni asfaltowych, a w celu podniesienia walorów zdrowotnych i higienicznych miasta skanalizowano ok. 20 km ulic. W 1928 założono w mieście cmentarz katolicki „u Spuziaka”. Po zniszczeniach z okresu I wojny światowej w 1929 oddano do użytku Teatr im. Stanisława Moniuszki (ob. Filharmonia). 1 stycznia 1925 do Stanisławowa włączono w całości gminy Knihinin-Wieś i Knihinin-Kolonia oraz części gmin podmiejskich, co zwiększyło jego obszar ponad pięciokrotnie. W 1931 według spisu powszechnego liczył 59 960 mieszkańców. Poniższa tabela prezentuje szczegółowo liczbę mieszkańców uwzględniając podział na wyznanie oraz język ojczysty.
| rzymskokatolickie | greckokatolickie        | ewangelickie    | mojżeszowe                 | inne |
| ----------------- | ----------------------- | --------------- | -------------------------- | ---- |
| 22 312            | 11 134                  | 1487            | 24 823                     | 189  |
| język polski      | język ukraiński i ruski | język niemiecki | język żydowski i hebrajski | inne |
| 26 187            | 5 553 + 3804            | 1332            | 22 944                     | 125  |

Stanisławów stał się też ważnym garnizonem Wojska Polskiego. W mieście stacjonowały dowództwa 11 Karpackiej Dywizji Piechoty, Podolskiej Brygady Kawalerii i Karpackiej Półbrygady Obrony Narodowej oraz 48 pułk piechoty Strzelców Kresowych, 6 pułk Ułanów Kaniowskich, 11 Karpacki Pułk Artylerii Lekkiej i 6 dywizjon artylerii konnej. W 1937 r. sformowano tu także Batalion ON „Stanisławów”.
W 1934 stanisławowski okręg LOPP przystąpił do budowy lotniska w dzielnicy Dąbrowa. W 1935 odbudowano w stylu modernistycznym ratusz miejski. W październiku 1938 arcybiskup lwowski konsekrował nowy kościół pw. Chrystusa Króla zbudowany na terenach przyłączonych niedawno do miasta. W 1938 oddano do użytku funkcjonalny i nowoczesny budynek Poczty Polskiej projektu Bohdana Lacherta z Warszawy.
Według Rocznika Politycznego i Gospodarczego z 1939, Stanisławów liczył 71 218 mieszkańców, a powierzchnia miasta wynosiła 13,83 km². Miasto posiadało kanalizację, elektrownię, sieć gazowniczą, szpital, telefony, lotnisko cywilne i zakłady oczyszczania miasta. W 1939 prezydentem był Franciszek Kotlarczuk. Budżet miasta w 1938/1939 to wpływy 3,4 mln złotych zaś wydatki 3,5 mln złotych. W Stanisławowie miały swoją siedzibę Bank Polski, BGK, Bank Rolny, Miejska i Powiatowa K.K.O., 10 banków spółdzielczych i 3 prywatne. Na terenie miasta znajdowało się 177 zakładów przemysłowych. Wierni różnych wyznań mieli do dyspozycji 5 kościołów rzymskokatolickich, 1 ormiański, 5 greckokatolickich oraz 1 zbór protestancki. Edukacja przedstawiała się następująco: przedszkoli – 6, szkół powszechnych publicznych – 12, społecznych – 5, prywatnych – 1, gimnazjów ogólnokształcących państwowych – 5 prywatnych – 6, liceów państwowych – 5, prywatnych – 5. Ponadto istniało również szkolnictwo zawodowe i dokształcające. W mieście funkcjonowało Seminarium Duchowne Greckokatolickie. Stanisławów posiadał teatr im Moniuszki, 6 kinoteatrów, Muzeum Pokuckie, Bibliotekę im W. Smagłowskiego (35 tys. tomów) i 10 czytelni.
Przed 1939 czczono pamięć siedmiu członków Polskiej Organizacji Wojskowej, w 1919 pojmanych przez Ukraińców w Pałahiczach i zamordowanych na moście w Niżniowie – ofiary zostały pochowane we wspólnej mogile w Stanisławowie.

### II wojna światowa
19 września 1939 r. na teren powiatu stanisławowskiego wkroczyły wojska niemieckie, owacyjnie witane przez miejscową ludność ukraińską. Po trzech dniach wycofały się, a ich miejsce zajęła Armia Czerwona, także witana przez ludność ukraińską i żydowską. W pierwszych dniach okupacji dokonano wielu zbrodni i samosądów na Polakach.
Sowieckie władze okupacyjne po przeprowadzeniu pseudowyborów do tzw. Zgromadzenia Ludowego Zachodniej Ukrainy dokonały w październiku 1939 formalnej aneksji okupowanych terenów II Rzeczypospolitej. Konsekwencją aneksji było narzucenie mieszkańcom terenów okupowanych obywatelstwa ZSRR, rozpoczęcie procesu sowietyzacji terenów okupowanych i systematycznych represji policyjnych NKWD. Powyższe akty prawne, sprzeczne z Konwencją haską IV (1907) były nieważne w świetle prawa międzynarodowego i nie były uznawane zarówno przez Rząd RP na uchodźstwie, jak i państwa sojusznicze wobec Polski, a także państwa trzecie (neutralne) przez cały czas trwania II wojny światowej. W 1940 został założony tu Przykarpacki Uniwersytet Narodowy im. Wasyla Stefanyka.
Sowieci wprowadzili terror polityczny, dokonywali masowych aresztowań przedstawicieli polskich i ukraińskich elit politycznych, masowych wywózek i grabieży majątku. Planowo niszczyli naukę i kulturę polską, a przedstawicieli inteligencji, Kościoła, wojska, działaczy społecznych i politycznych zsyłali do systemu obozów koncentracyjnych Gułagu lub mordowali. Katownia NKWD mieściła się m.in. w gmachu Sądu Wojewódzkiego (dawna ul. Bilińskiego) i w stanisławowskim więzieniu. W więzieniu, którego limit miejsc wynosił 472, przebywało zwykle ponad 2200 więźniów.
Po rozpoczęciu niemieckiej inwazji na ZSRR funkcjonariusze NKWD zamordowali od 1200 do 2500 osób przetrzymywanych w więzieniu w Stanisławowie. Zwłoki niektórych ofiar odnaleziono w Demianowym Łazie nieopodal wsi Pasieczna oraz w Posieczu. Część więźniów zdołała uciec z więzienia, m.in. dzięki pomocy kpt. Ignacego Lubczyńskiego oraz grupy młodzieży ze „Strzelca” i Przysposobienia Wojskowego.

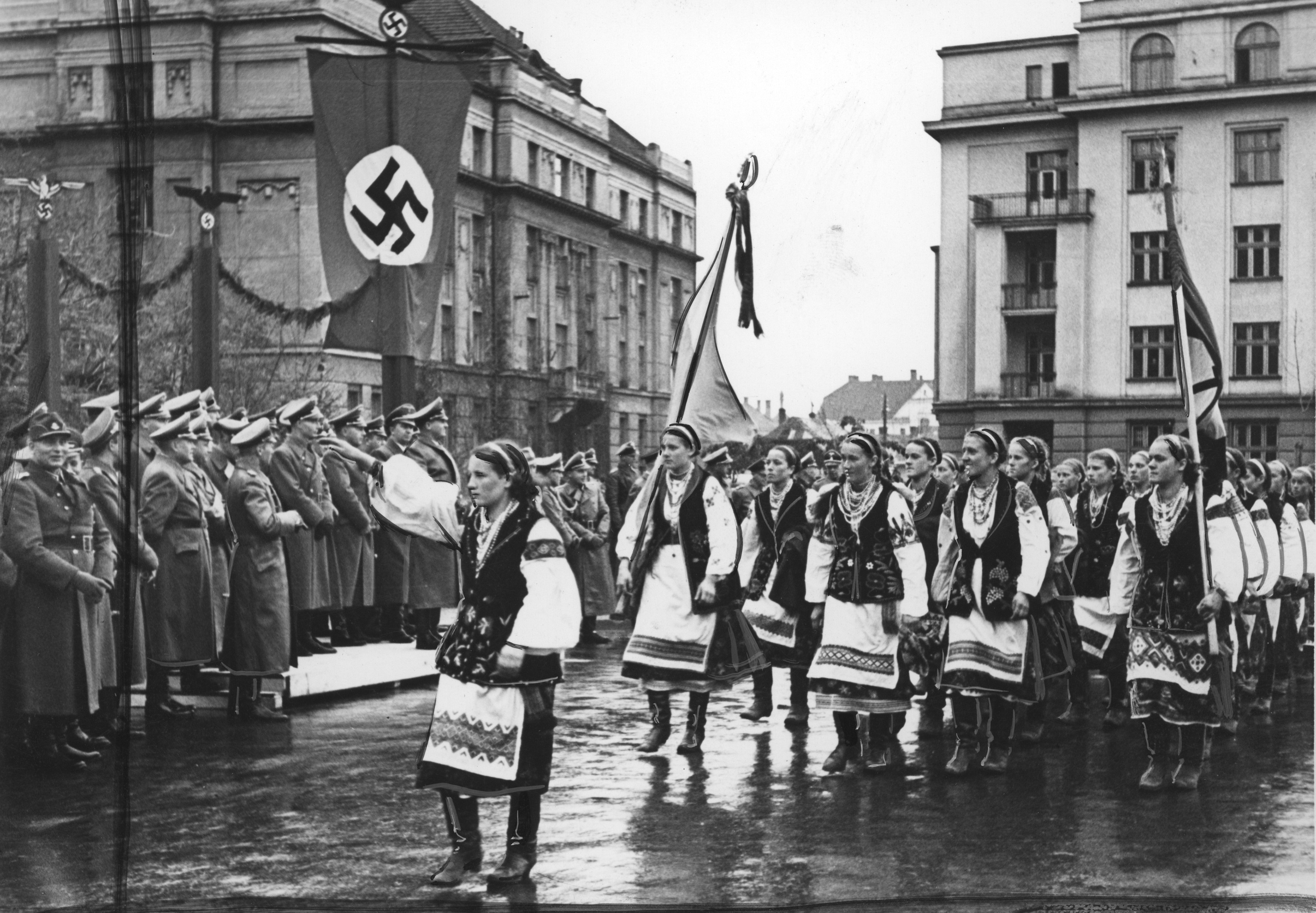
Niemiecko-ukraińska parada wojskowa w okupowanym Stanisławowie (1941)

3 lipca 1941 wkroczyły do Stanisławowa oddziały armii węgierskiej, a następnie niemieckiej. Po utworzeniu przez Adolfa Hitlera Dystryktu Galicja Stanisławów był w latach 1941–1944 siedzibą powiatu w Dystrykcie Galicja Generalnego Gubernatorstwa. W dniu 3 sierpnia 1941 w gmachu Sądu Okręgowego przy ul. Bilińskiego dokonano selekcji 600 żydowskich adwokatów, lekarzy, aptekarzy, nauczycieli i urzędników państwowych, których zamordowano w Pawełczu. Po wizycie w październiku 1942 w mieście Hansa Franka i defiladzie ukraińskich organizacji nacjonalistycznych w dniu 12 października 1941 na „nowym” cmentarzu żydowskim żołnierze niemieccy i ukraińscy nacjonaliści zamordowali 12 tys. Żydów.
Od października 1941 do lutego 1943 w mieście znajdowało się getto żydowskie. Niemcy dokonali eksterminacji zamieszkującej Stanisławów ludności żydowskiej. W sierpniu 1942 Niemcy powiesili wzdłuż ulicy Belwederskiej 1000 Żydów. Z 30 tys. Żydów ocalało kilkuset.
W czasie okupacji hitlerowskiej nacjonalistyczne bojówki ukraińskie dokonały masowych aresztowań 250-300 przedstawicieli polskiej inteligencji Stanisławowa. Następnie Gestapo pod kierownictwem SS-Hauptsturmführera Hansa Krügera dokonało rozstrzelania aresztowanych w pobliskim Czarnym Lesie w nocy z 14 na 15 sierpnia 1941. Tu 26 lipca 1942 został zamordowany przez Niemców o. Peregryn Haczela wraz z br. Stefanem Kosiorkiem i o. Remigiuszem Wójcikiem za ukrywanie Żydów w Haliczu, oraz polski pedagog ze Stanisławowa Władysław Łuczyński. Pochowany jest tu także polski ksiądz rzymskokatolicki Józef Smaczniak zmarły na tyfus w niemieckim więzieniu w Stanisławowie po roku zadawania fizycznych tortur.
W latach 1943–1944 nacjonaliści ukraińscy z OUN-UPA zamordowali w różnych okolicznościach 50 Polaków ze Stanisławowa, głównie w najbliższej okolicy miasta lub na drogach do niego prowadzących.
27 lipca 1944 Stanisławów dostał się ponownie pod okupację Armii Czerwonej (1 Front Ukraiński).
Po konferencji jałtańskiej (4–11 lutego 1945) Tymczasowy Rząd Jedności Narodowej, wyłoniony w konsekwencji jej ustaleń, podpisał 16 sierpnia 1945 umowę z ZSRR, uznając nieco zmodyfikowaną linię Curzona za wschodnią granicę Polski, w oparciu o porozumienie o granicy, zawarte pomiędzy PKWN i rządem ZSRR 27 lipca 1944. W konsekwencji umowy Stanisławów został włączony do ZSRR jako część Ukraińskiej SRR, a jego polską ludność wysiedlono, głównie na Ziemie Zachodnie.

### ZSRR, Ukraina
Od 16 sierpnia 1945 w granicach ZSRR, na terytorium Ukraińskiej SRR. Wówczas większość mieszkających w mieście Polaków została wysiedlona ze Stanisławowa przez władze sowieckie. Zdecydowana większość mieszkańców dawnego Stanisławowa osiedliła się w Opolu. Stanisławów i okolice były miejscem przesiedlenia obywateli polskich pochodzenia ukraińskiego i łemkowskiego w związku z repatriacją ludności ukraińskiej w latach 1944–1946, m.in. z okolic Krynicy-Zdroju.
Po wysiedleniu Polaków ze Stanisławowa rozpoczęło się zacieranie polskości miasta. Zlikwidowano najstarszy polski cmentarz na Kresach Wschodnich przy ul. Sapieżyńskiej z 1782. Groby wielu wybitnych Polaków zostały wyburzone buldożerami, a na ich miejscu wybudowano hotel „Ukraina”, szkołę partyjną, teatr i budynek mieszkalny. Z pozostałej części cmentarza urządzono park miejski. Pozamykano i ograbiono wszystkie kościoły. Szczególnej profanacji doznała najstarsza budowla sakralna – kolegiata stanisławowska, jako najbardziej znaczący obiekt polskiej pamięci narodowej. Wydarzyło się to w 1962, zaraz po obchodach 300-lecia miasta i zmianie nazwy na Iwano-Frankiwsk. Bogate i bezcenne wyposażenie świątyni, w tym ołtarz główny i 12 ołtarzy bocznych zostało przez komunistów ukraińskich porąbanych i wyrzuconych na miejscowe wysypisko śmieci. Szczątki twórców świetności Stanisławowa i dobroczyńców miasta zostały sprofanowane i wyrzucone z krypt rodowych. W ten sposób sprofanowano kości m.in. Stanisława Potockiego poległego podczas Odsieczy Wiedeńskiej w 1683, Andrzeja Potockiego, któremu sam król powierzył władztwo nad całą Rzecząpospolitą podczas swojej wyprawy pod Wiedeń, oraz jego żony Anny z Rysińskich i brata Józefa Potockiego wraz z żoną Wiktorią z Leszczyńskich. Po zbezczeszczeniu świątyni urządzono w jej murach Muzeum Nafty i Gazu, a obecnie mieści się w nim ukraińskie państwowe Muzeum Sztuki Sakralnej. Z wież usunięto rzymskokatolickie krzyże, z których jeden przez wiele lat leżał w przedsionku kościoła i został usunięty w nieznane miejsce po 2010.
Stanisławowska kolegiata zasłynęła w literaturze polskiej m.in. w Trylogii Henryka Sienkiewicza, który tak opisał pogrzeb Pana Wołodyjowskiego, który odbył się w murach tej świątyni:

Wszystkie dzwony biły w kolegiacie. Kościół zapełniony był tłumem szlachty i żołnierzy, którzy ostatni raz chcieli rzucić okiem na trumnę Hektora Kamienieckiego i pierwszego Rzeczypospolitej kawalera

Świątynia ta stała się także miejscem ceremonii ślubnej innej wybitnej postaci polskiej historii – Naczelnego Wodza Polskich Sił Zbrojnych generała Władysława Sikorskiego.
Na początku lat 90. XX wieku miasto stanowiło ośrodek ukraińskiego ruchu niepodległościowego. Od 1991 w granicach niepodległej Ukrainy.
Od 2007 w Stanisławowie wydawany jest Kurier Galicyjski.
Na początku stycznia 2009 władze ukraińskie odsłoniły pomnik wybudowany w mieście na cześć działacza Organizacji Ukraińskich Nacjonalistów i przywódcy OUN-B, Stepana Bandery autorstwa lwowskiego rzeźbiarza Mykoły Posikiry. 6 maja 2010 Rada Miejska Iwano-Frankiwska nadała honorowe obywatelstwo tego miasta Stepanowi Banderze i Romanowi Szuchewyczowi, współorganizatorowi ukraińskich batalionów w służbie niemieckiej „Nachtigall” i „Roland” oraz dowódcy UPA.

### Przynależność administracyjna i terytorialna
- od założenia w 1662 do 1772 – ziemia halicka, województwo ruskie, prowincja małopolska w Rzeczypospolitej
- 1772 – 1 listopada 1918 – pod zaborem austriackim – kraj koronny Galicja, Cesarstwo Austriackie (od 1867 Austro-Węgry),
- 1 listopada 1918 – maj 1919 – administracja Zachodnioukraińskiej Republiki Ludowej (od stycznia 1919 tymczasowa siedziba władz ZURL)
- maj 1919 – 15 marca 1923 – tymczasowa administracja Polski zatwierdzona przez paryską konferencję pokojową 25 czerwca 1919. Od 23 grudnia 1920[38] siedziba utworzonego tego dnia województwa stanisławowskiego. Suwerenność Polski na terytorium Galicji Wschodniej Rada Ambasadorów uznała 15 marca 1923.
- 15 marca 1923 – 16 sierpnia 1945 – województwo stanisławowskie, II Rzeczpospolita,
  - 1939 – czerwiec 1941 – okupacja Armii Czerwonej, aneksja ZSRR – obwód stanisławowski, ZSRR,
  - 1941 – 27 lipca 1944 – okupacja Wehrmachtu III Rzesza – Landkreis Stanislau, Dystrykt Galicja, Generalne Gubernatorstwo
  - 27 lipca 1944 – 16 sierpnia 1945 – ponownie okupacja Armii Czerwonej
- 16 sierpnia 1945 – 1962 – obwód stanisławowski, Ukraińska Socjalistyczna Republika Radziecka w ramach ZSRR,
- 1962–1991 – obwód iwanofrankiwski, USRR, ZSRR,
- od 1991 – obwód iwanofrankiwski, Ukraina.

## Zabytki
- Ratusz z 1695 z kramami z 1871, czterokrotnie niszczony przez pożar, przebudowany w okresie II Rzeczypospolitej w stylu konstruktywistycznym w latach 1929–1932 z planem umieszczenia w ratuszu Muzeum Pokuckiego;
- Kościół pw. NMP, farny i dekanalny, zbudowany w latach 1672–1703 m.in. według projektów F. Corazziego, sanktuarium rodu Potockich, po II wojnie światowej znajdowały się tutaj warsztaty stolarskie i ślusarskie, obecnie (od 1979) muzeum sztuki (głównie malarstwo sakralne). W powieści Pan Wołodyjowski odbyło się tu nabożeństwo żałobne po śmierci Michała Wołodyjowskiego;
- Kościół pw. Niepokalanego Poczęcia NMP i klasztor pojezuicki z lat 1753–1761, w stylu barokowym projektu Pawła Giżyckiego; obecnie greckokatolicki Sobór Zmartwychwstania Chrystusa. Po zakończeniu budowy wskutek błędów konstrukcyjnych pierwotny kościół z l. 1720-29 rozebrano i zbudowano ponownie;
- Kolegium jezuitów, w którym kształcił się Franciszek Karpiński – obecnie akademia medyczna;
- Kościół ormiański pw. Niepokalanego Poczęcia NMP z 1743 w stylu włoskiego baroku, z otoczonym kultem obrazem Matki Bożej – kopią Madonny Częstochowskiej; na obrazie 22 sierpnia 1742 pojawiły się łzy; obecnie w Gdańsku w kościele św. Piotra i Pawła. Po II wojnie światowej muzeum ateizmu, obecnie – katedra Ukraińskiego Autokefalicznego Kościoła Prawosławnego;
- Kościół i klasztor Trynitarzy z 1738, fundacji pułkownika Pawła Nitosławskiego (w 1868 został rozebrany);
- Kościół Chrystusa Króla z 1927. Obecnie jedyna świątynia rzymskokatolicka na terenie miasta (ul. Wowczyniecka 92);
- Stanisławowski browar z 1767 w stylu barokowym;
- Synagoga Tempel (Wilhelm Stiasny, 1895–1899);
- Dawny pałac Potockich z 1622-1682, przebudowany w I połowie XVIII w., dziś szpital wojskowy;
- Pomnik Adama Mickiewicza (Tadeusz Błotnicki, 1898), w czasie II wojny światowej ukryty przed Niemcami w obawie przed jego przetopieniem;
- Park z pozostałościami zniszczonego w okresie Ukraińskiej RR przez władze radzieckie cmentarza miejskiego przy ul. Sapieżyńskiej ze zrekonstruowanym nagrobkiem Maurycego Gosławskiego;
- Kościół Ave Maria (obecnie Dom modlitwy ewangelików-baptystów przy ul. Hordyńskiego 2[39]);
- Kościół św. Józefa w stylu neoromańskim. Kościół zbudowano w latach 1911–1922 w dzielnicy Kniahinin, wg projektu inż. Felicjana Bajana. We wnętrzu ambona neorenesansowa, organy z 1935 wykonane w Piotrkowie Trybunalskim, trzy obrazy autorstwa Jana Bukowczyka. Od 1926 parafię prowadzili księża saletyni[40]. Kościół po 1945 zamieniony na magazyn, w 1989 zwrócony katolikom, a w 1990 przekazany zielonoświątkowcom. Kościół znajduje się przy ulicy Moczulskiego (dawna Kościelna 8)[41];
- Budynek C.K. Dyrekcji Okręgu Skarbowego w Stanisławowie (1910–1912, arch. Franciszek Skowron[42], obecnie ul. Hruszewskiego, 31).
- Budynek Hotel Union (1912), najwyższej budowli w mieście, siedziby pierwszej elektrowni, arch. Fryderyk Janusz[43]

## Gospodarka
Główne sektory gospodarki miasta to: przemysł spożywczy, obróbki metalu, obróbki drewna, budownictwa, maszyn, przemysł lekki, chemiczny i turystyka. Przemysł obejmuje około 15% całkowitego zatrudnienia ludności miasta oraz reprezentowany jest 536 przedsiębiorstwami przemysłowymi, w tym ponad 50 – wielkimi. Przemysł miejski reprezentowany jest przez przedsiębiorstwa budowy maszyn, obróbki metalu, obróbki drewna, przemysłu lekkiego, przemysłu spożywczego, przemysłu materiałów budowlanych. Przedsiębiorstwa przemysłowe znajdują się na obwodzie miasta, a organizacje społeczne i kulturalne oraz instytucje administracyjne i bankowe – w jego centralnej części.
Najbardziej znane wielkie zakłady miasta:
- Przedsiębiorstwo Państwowe Iwano-Frankiwski Zakład Spawania Kotłowni
- Zakład Produkcji Asfaltu
- Promprylad S.A.
- Zakład Wyrobów Żelazobetonowych
- Żelazobeton S.A.
- Przedsiębiorstwo Państwowe Żelazobeton
- Induktor S.A.
- Iwano-Frankiwski Zakład Naprawy Lokomotyw S.A.
- Łasoszczi S.A.
- Presmasz S.A.
- Zakład Maszynowy Awtoływmasz Sp.z o.o.
- ChimTehnoPłast Sp.z o.o.
- Instrument
- Intelkom Sp.z o.o.
- Polimer S.A.
- Iwano-Frankiwska Zakład Likierów i Wódek

## Infrastruktura

### Hotele
Na dzień 01.01.2011 w mieście czynne 23 hoteli i moteli, które są w stanie pomieścić ponad 1200 turystów dziennie.
Iwano-Frankiwsk posiada:
- 4 hotele trzygwiazdkowe:
  - Nadija (380 łóżek / 244 pokoi)
  - Reikartz Park Hotel (36 pokoi)
  - Auscoprut (43 łóżka /24 pokoi)
  - Pid Templem (11 pokoi)
- 11 innych hoteli
- 3 motele.

Oprócz tego wiele małych hotelików do 9 miejsc.

### Centra handlowe
W mieście działają:
- Centrum Handlowe Arsen (w centrum handlowym znajduje się również supermarket elektroniki Eldorado)
- Centrum Handlowe Wełes (w centrum handlowym znajduje się również supermarket Eldorado)
- Centrum Handlowe WełMart”
- Centrum Handlowe Silpo”
- Centrum Handlowe METRO Cash & Carry”
- Centrum Handlowe Panorama Plaza (w centrum handlowym znajduje się również supermarket spożywczy Silpo)
- Centrum Handlowe Comfy”

Hipermarkety Budowlane:
- Centrum Handlowe Bizon (w centrum handlowym znajduje się również supermarket elektroniki FoxMart)
- Centrum Handlowe Epicentr (w centrum handlowym znajduje się również supermarket elektroniki TechnoJarmarok)

### Transport

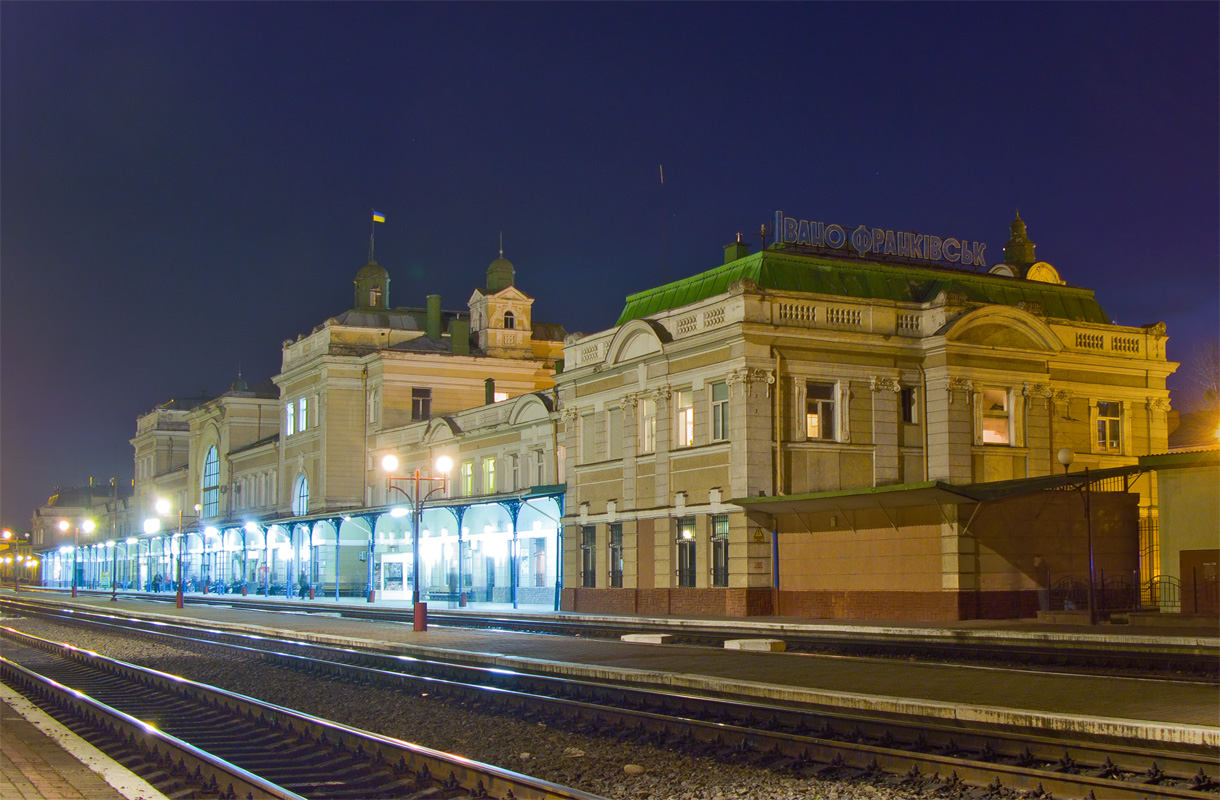
Dworzec kolejowy Iwano-Frankiwsk

Ważne znaczenie w infrastrukturze transportowej miasta posiadają:
- dworzec autobusowy Iwano-Frankiwsk,
- dworzec kolejowy Iwano-Frankiwsk,
- międzynarodowy port lotniczy Iwano-Frankiwsk.

Najbardziej popularnym rodzajem miejskiego transportu publicznego są trolejbusy, autobusy i taksówki liniowe, a międzymiejskiego po Ukrainie – autobusy i kolej.
Jeszcze w 1896 powstał plan wprowadzenia ruchu tramwajowego w Stanisławowie. W 1908 zostały zatwierdzone trasy tramwajowe. Jednak pierwsza wojna światowa uniemożliwiła realizowanie projektu tramwaju. Następnych prób przywrócenia projektu nie było.
Międzynarodowe połączenia kolejowe łączą miasto z Bułgarią, Białorusią, Mołdawią, Niemcami, Polską, Rosją, Rumunią, Słowacją, Czechami i krajami bałtyckimi.
Międzynarodowy Port Lotniczy Iwano-Frankiwsk, znajdujący się na obrzeżach miasta, obsługuje rejsy z Kijowa, Rzymu (Włochy), Moskwy (Rosja), Antalyi (Turcja).

## Oświata i nauka

### Szkolnictwo średnie
W mieście działają:
- 25 szkół średnich,
- Liceum Fizyko-Techniczne przy IFNTUNG,
- Iwano-Frankiwskie Obwodowe Liceum z internatem dla utalentowanych dzieci z terenów wiejskich.

### Instytucje szkolnictwa wyższego

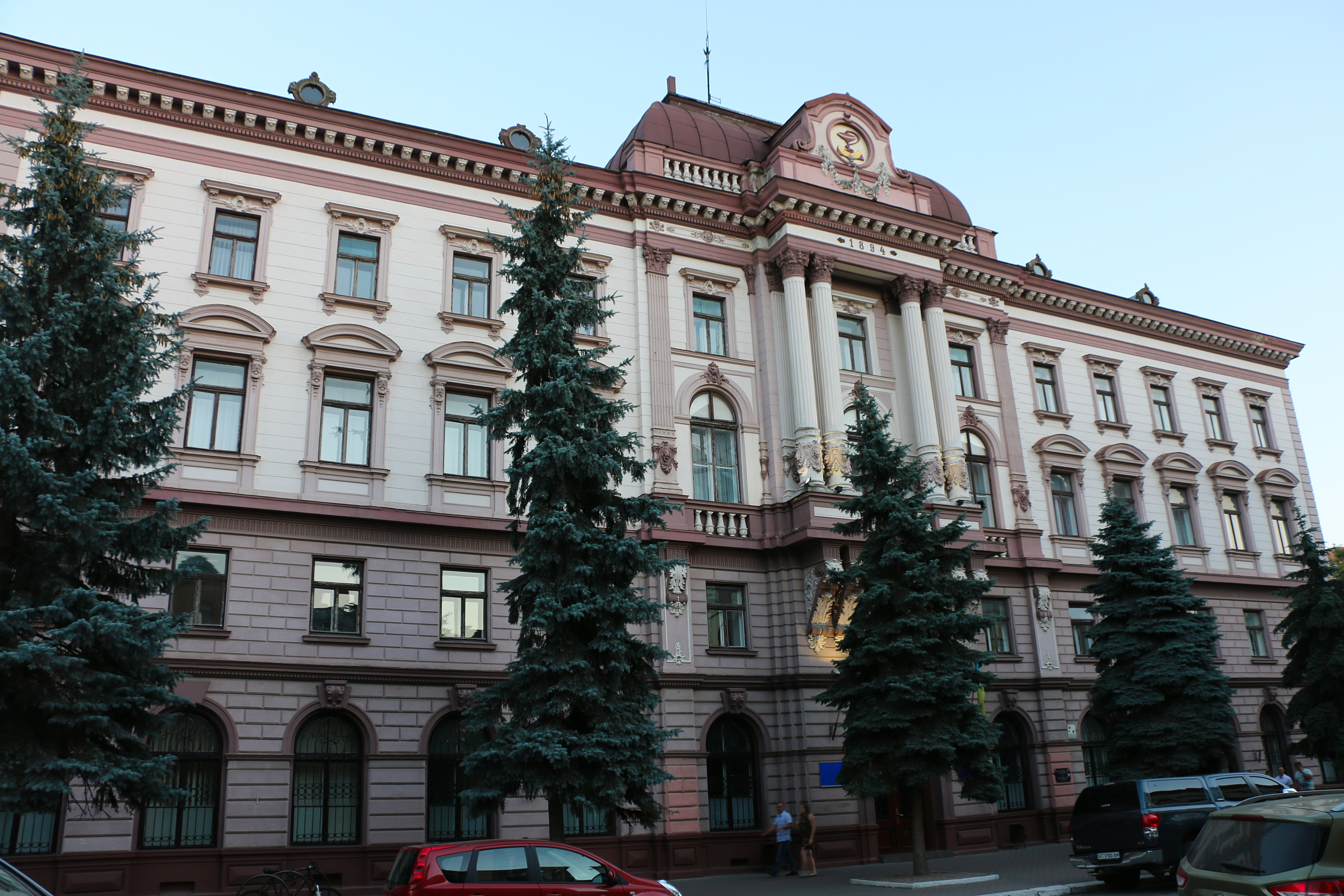
Dawny Urząd Wojewódzki, współcześnie siedziba Uniwersytetu Medycznego

- Przykarpacki Uniwersytet Narodowy im. Wasyla Stefanyka
- Iwano-Frankiwski Narodowy Techniczny Uniwersytet Nafty i Gazu
- Iwano-Frankiwski Narodowy Uniwersytet Medyczny
- Iwano-Frankiwski Uniwersytet Prawa im. Króla Daniela Halickiego
- Iwano-Frankiwska Akademia Teologiczna Kościoła Greckokatolickiego
- Zachodnioukraiński Uniwersytet Ekonomii i Prawa
- Iwano-Frankiwski Instytut Zarządzania i Ekonomii „Galicyjska Akademia”
- Iwano-Frankiwski Instytut Zarządzania Tarnopolskiego Narodowego Uniwersytetu Ekonomicznego
- Przykarpacki Instytut Prawa Lwowskiego Państwowego Uniwersytetu Spraw Wewnętrznych
- Karpacki Instytut Informatyki i Biznesu Międzynarodowego Uniwersytetu Naukowo-Technicznego
- Iwano-Frankiwska Akademia Teologiczna Ukraińskiego Autokefalicznego Kościoła Prawosławnego
- Iwano-Frankiwski Wydział Uniwersytetu Narodowego „Odeska Akademia Prawa”

### Szkoły edukacyjne II poziomu akredytacji
- College Urządzeń Elektronicznych Iwano-Frankiwskiego Narodowego Technicznego Uniwersytetu Nafty i Gazu
- Iwano-Frankiwski College Wychowania Fizycznego
- Iwano-Frankiwski Państwowy College Rolniczy
- Iwano-Frankiwski Państwowy College Technologii i Biznesu
- Kooperatywny College Finansów i Handlu im. S. Hranata

### Szkoły edukacyjne I poziomu akredytacji oraz szkoły zawodowe
W mieście jest ponad 20 szkół edukacyjnych I poziomu akredytacji oraz szkół zawodowych.

### Nauka
Według danych statystycznych z dnia 1 października 2008 w obwodzie było zatrudnionych 1558 wysoko kwalifikowanych specjalistów, w tym 202 doktorów nauk, 1356 kandydatów nauk.
Wśród przedstawicieli elity naukowej 32 doktorów nauk i 26 kandydatów nauk posiadają wyższe stopnie akademika lub członka korespondenta akademii.

## Kultura

### Teatry i kina
Teatry w Iwano-Frankowsku:
- Iwano-Frankiwski Akademicki Obwodowy Teatr Muzyczno-Dramatyczny im. Iwana Franki,
- Iwano-Frankiwski Akademicki Obwodowy Teatr Lalek im. Marii Pighirianky,

Działa również obwodowa filharmonia.
Miasto ma dwa kina:
- „Kosmos”
- „Lumiere”

### Muzea
W Iwano-Frankiwsku jest duża liczba muzeów:
- Iwano-Frankiwskie Muzeum Regionalne – imponujący zbiór materiałów i obiektów, historii, etnografii i kulturalnego rozwoju regionu; zachowany sarkofag księcia galicyjskiego Jarosława Ośmiomysła
- Iwano-Frankiwskie Obwodowe Muzeum Sztuki
- Ludowe Muzeum Edukacji Przykarpacia
- Muzeum Walki wyzwoleńczej Kraju Przykarpackiego
- Muzeum walki wyzwoleńczej i pomnik Stepana Bandery
- Muzeum ofiar terroru komunistycznego (w uroczysku Demianów Łaz) – znajduje się w kaplicy pamięci, gdzie zakopane są szczątki masowych tortur przeprowadzanych przez NKWD w 1939
- Muzeum Życia i Etnografii Regionu Zachodniego
- Muzeum Zawodów Rodowych
- Iwano-Frankiwskie Muzeum Historii i Pamięci im. Ołeksy Dowbusza
- Literackie Muzeum Przykarpacia
- Muzeum „Prykarpattiaoblenergo”
- Muzeum Geologiczne IFNTUNG

### Inne instytucje
Od 2013 w mieście funkcjonuje Centrum Kultury Polskiej i Dialogu Europejskiego.

## Religia
Większość wierzących – grekokatolicy. Następne co do wielkości w mieście – prawosławne wspólnoty Kościoła Prawosławnego Ukrainy (dwie eparchie: iwanofrankiwsko-halicka i iwanofrankiwska) oraz Ukraińskiego Kościoła Prawosławnego (Patriarchatu Moskiewskiego). Część wierzących to katolicy. Działają także wspólnoty chrześcijan należących do różnych wyznań protestanckich.
Największe świątynie miasta:
- Sobór katedralny Zmartwychwstania Chrystusa w Iwano-Frankiwsku (Kościół Greckokatolicki)
- Kolegiata w Iwano-Frankiwsku (obecnie Iwano-Frankiwskie Obwodowe Muzeum Sztuki, wcześniej katolicki)
- Kościół Chrystusa Króla w Iwano-Frankiwsku (Kościół Katolicki)
- Sobór katedralny Świętej Trójcy w Iwano-Frankiwsku (Kościół Prawosławny Ukrainy)
- Kościół ormiański w Iwano-Frankiwsku (Kościół Prawosławny Ukrainy)
- Cerkiew Narodzenia Pańskiego w Iwano-Frankiwsku (Kościół Prawosławny Ukrainy, do 28 marca 2023 świątynia należała do Kościoła Prawosławnego Patriarchatu Moskiewskiego[44])
- Synagoga Tempel w Stanisławowie (Synagoga żydowska)

## Sport

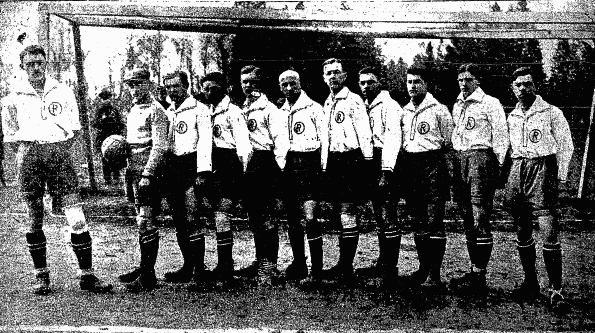
Drużyna Rewery Stanisławów (1922)

W mieście działał przed wojną polski klub sportowy Rewera Stanisławów założony w 1910. Brał on wielokrotnie udział w eliminacjach do I ligi. Również w klasie A ligi okręgowej Stanisławowskiego OZPN miasto reprezentowali zespoły: żydowski ŻKS Hakoah Stanisławów, polskie KS Strzelec "Górka" Stanisławów, KS Strzelec "Raz, Dwa, Trzy" Stanisławów, KS Stanisławovia Stanisławów i ukraiński UST Prołom Stanisławów. W niższych ligach B i C występowali polskie "Bystrzyca", "Policja", „Ruch”, "Sokół", "TUR", "Victoria", żydowskie "Admira", "Jehuda", "Jordan", "Makkabi" i wielonarodowa "Jedność" (utrzymywana przez polskich rzemieślników w Stanisławowie). Ukraińskie "Buj-Tur", "Sokił III", "USK" nie byli członkami PZPN i grali wyłącznie z innymi klubami ukraińskimi oraz towarzyskie mecze z polskimi i żydowskimi klubami.
W 1939 z przyjściem wojsk radzieckich te wszystkie kluby zostali rozwiązane, a na ich miejsce powstały nowe na wzorzec radziecki – Spartak Stanisławów, Dynamo Stanisławów, Gwardijec Stanisławów (inna nazwa DTSAAF, HBO), Łokomotyw Stanisławów, Medyk Stanisławów i Charczowyk Stanisławów. Czołową drużyną miasta został Spartak Stanisławów, który w 1955 zdobył awans do rozgrywek profesjonalnych w klasie „B” Mistrzostw ZSRR. Potem powstało wiele zespołów piłkarskich, które reprezentowały zakłady przemysłowe miasta – Pryład Iwano-Frankiwsk, Meteor Iwano-Frankiwsk, SK im.Rudniewa Iwano-Frankiwsk, Metalist Iwano-Frankiwsk, Awtomobilist Iwano-Frankiwsk, Krystał Iwano-Frankiwsk i Maszynobudiwnyk Iwano-Frankiwsk.
Na początku istnienia niezależnej Ukrainy wiele klubów zakładowych zostało rozwiązanych. Powstały nowe kluby sponsorowane przez prywatnych działaczy – Czornohora Iwano-Frankiwsk, Fakeł Iwano-Frankiwsk, Tepłowyk Iwano-Frankiwsk, Kniahynyn Iwano-Frankiwsk, Neptun Iwano-Frankiwsk i Nika Iwano-Frankiwsk.
Również w innych dyscyplinach sportowych miasto reprezentowane było przez kluby: Urahan Iwano-Frankiwsk (futsal), Stanisław Iwano-Frankiwsk (futsal), Wiza wtorma Iwano-Frankiwsk (futsal), Epicentr K10 Iwano-Frankiwsk (futsal), Cunami Iwano-Frankiwsk (hokej na lodzie), Prykarpattia-DJuSSz-3 Iwano-Frankiwsk (piłka nożna kobiet), Howerła Iwano-Frankiwsk (koszykówka mężczyzn), Frankiwsk Iwano-Frankiwsk (koszykówka kobiet), VK Fakeł Iwano-Frankiwsk (obecnie Stanisławiw Iwano-Frankiwsk – siatkówka mężczyzn) i Uniwersytet Iwano-Frankiwsk (siatkówka kobiet).
W mieście czynnych jest 11 stadionów, największy z nich to Stadion Ruchu (14 500 widzów). Inne to: Stadion IFNTUNG (2 tys.), Stadion Nauka (7,82 tys.), Stadion Górka (2,4 tys.), Stadion Junist’, Stadion Karpatpresmasz, Stadion Pożeżnyk (Strażak), Stadion Chet-Tryk, Stadion Metalist, Stadion Chortycia (Krechowce), Stadion Wowczyneć.

## Ludzie związani z miastem

### Sprawiedliwi wśród Narodów Świata(Polacy ratujący Żydów w Stanisławowie)
- Zofia Babisz oraz jej córki Jadwiga i Stefania (po mężu Nowobilska) – załatwiły fałszywe dokumenty Lusi Teichberg i jej matce Fani, pomogły im przedostać się do Warszawy; ukrywały Marka i Anselma Langerów[49]
- Józefa Bizior-Horysławska - przejęła od Marii Dziankowskiej opiekę nad Zofią Kohn i jej córką Ireną[50]
- Aniela Broszko - pomogła uciec z getta trzem osobom z rodziny Zygmunta Warszawskiego, znalazła im schronienie. Czasowo ukrywała Julię Warszawską, dostarczyła jej "aryjskie" dokumenty[51]
- Janina Ciszewska i jej synowie Ryszard i Zdzisław - przez 2 lata ukrywali w pokoju 11 Żydów[52]
- Maria Dziankowska - ukrywała Zofię Kohn i jej córkę, dostarczyła im "aryjskie" dokumenty. Pomagała także Żydom w gettach w Kołomyi i Rohatynie[50]
- Stanisław Jackowski (później Jackow) – na terenie swojego gospodarstwa ukrywał 31 Żydów[53]
- Łopatyński Jarosław - ukrywał Eryka Holdera[54]
- Janina Nadowska - ukrywała w piwnicy Norberta Aleksandrowicza[55]
- Bronisława Ogniewska - dostarczała leki Żydom ukrywanym przez Stanisława Jackowskiego (była pracownicą apteki)[56]
- Helena Ruczkan - ukrywała Amelię Wajsman[57]
- Maria Sikorska[58]
- Franciszek Uciurkiewicz - w wybudowanych przez niego dwóch kryjówkach okupację przeżyło 31 Żydów[59]

## Miasta partnerskie
- Baia Mare, Rumunia
- Brześć, Białoruś
- Chrzanów, Polska
- Jełgawa, Łotwa
- Koszalin, Polska
- Lublin, Polska
- Nowogród Wielki, Rosja
- Powiat nowosolski, Polska
- Nyíregyháza, Węgry
- Opole, Polska
- Oradea, Rumunia
- Przerów, Czechy
- Rybnik, Polska
- Rzeszów, Polska
- Sierpuchow, Rosja
- Surgut, Rosja
- Świdnica, Polska
- Tomaszów Mazowiecki, Polska
- Târgoviște, Rumunia
- Troki, Litwa
- Warszawa (Ochota), Polska
- Zielona Góra, Polska
- Powiat Chrzanowski, Polska